# マーゴットディド
マーゴットディド（欧字名:Margot Did、2008年3月17日 - ）は、アイルランド共和国生産・イギリス調教の競走馬。主な勝ち鞍は2011年のナンソープステークス。
引退後は繁殖牝馬となり、2024年の皐月賞馬ジャスティンミラノら3頭の重賞馬を生産している。

## デビュー前
2008年、アイルランドのニッキー・ハートレイによって生産された。1歳となった2009年の10月、ゴフスオープンセールにてマイケル・ハルフォードが1万6000ユーロで落札。翌年4月、今度はタタソールズギニーブリーズアップセールに上場され、調教師のマイケル・ベルが1万ギニーで落札した。マーゴットディドは最終的にピーター・フィリップとティム・レッドマンの共同所有となり、サフォーク州ニューマーケットにあるフィッツロイ・ハウスヤードでベルが調教した。

## 競走馬時代

### 2010年（2歳）
5月22日のメイドン競走でデビューし、2馬身差の勝利。12日後の条件戦でも勝利した。6月18日、初の重賞挑戦としてロイヤルアスコット開催レースの一つ、G3・アルバニーステークスに出走。22頭立てでスタートしたレースは、最後の1ハロンに差し掛かったところで先頭に立ったが、ゴール直前でメモリーにつかまり、アタマ差の2着に惜敗した。7月、同じコースと距離で行われるプリンセスマーガレットステークスに出走。アルバニーステークスと同様の展開で終盤先頭に立ったが、今度はソラヤに差し切られ、半馬身差の2着に敗れた。8月、ヨーク競馬場で行われたロウザーステークスに出走。後方から力強い伸び脚を見せ、フーレイから4分の3馬身差の2着に入った。9月2日に出走したリステッド競走のディックプールフィリーステークスは3頭がもつれた大接戦となり、写真判定の末、ハナ＋クビ差の3着に敗れた。年内最終戦のG1・チェヴァリーパークステークスは5着。

### 2011年（3歳）
4月27日にアスコット競馬場で行われたリステッド競走・パビリオンステークスより始動。1番人気に支持されたが、パーフェクトトリビュートとアニーダに次ぐ3着に終わった。これまでは6ハロン以上のレースを走ってきたが、5月12日にヨーク競馬場で行われたレースから距離を短縮。6月11日にサンダウン競馬場で行われたリステッド競走のスカリーステークスでは、ラスト2ハロンで先頭に立つと後続をそのまま引き離し、2着ディンクムダイアモンドに5馬身差をつけ圧勝した。
サンダウンでの勝利から1週間後、スコットランド・エア競馬場で行われるランドオバーンズフィリーズステークスに出走。6頭立ての1番人気に支持された。一番前を走るフェイバリットガールと並んでレースをし、残り1ハロンで先頭に立つと、セレリナの追撃をクビ差で退け勝利した。 
8月19日、ヨーク競馬場開催のG1・ナンソープステークスに出走。ほかの出走メンバーには1番人気のスチュワーズカップ優勝馬フーフイットのほか、プロヒビット（キングズスタンドステークス優勝）、キングスゲイトネイティヴ（2007年に同レース優勝）が含まれていた。レースは2つのグループに分かれ、マーゴットディッドはスタンド側（騎手から見てコース右側）で先頭のハミッシュマクゴナガルを追った。残り1ハロンでハミッシュマクゴナガルを交わして先頭に立つと、4分の3馬身差をつけて優勝。鞍上のヘイリー・ターナー騎手にとっては、ジュライカップをドリームアヘッドで制して以来のG1・2勝目となった。
8月31日にバース競馬場で開催されたレースでターナーが落馬事故により足首を骨折したため、10月2日にロンシャン競馬場で行われたアベイ・ド・ロンシャン賞ではジェイミー・スペンサーが代役を務めた。序盤は先頭集団につけるも、ラスト400メートルで勢いが衰え、15頭立ての最下位に終わった。

### 2012年（4歳）
4歳シーズンも現役を続行したが、ベストパフォーマンスとは程遠い成績に終わった。シーズン初戦のドバイ・メイダンスプリントは8着、アルクォズスプリントは10着に敗れた。ヨーロッパに戻ると調子はさらに悪化し、パレスハウスステークスでは16頭中最下位、キングズスタンドステークスは21着、ヨークで行われたサマーステークスではブービーの10着に大敗した。
その後間もなく、マーゴットディドはクールモアスタッドの関係者に売却され、現役を引退した。

## 繁殖牝馬時代
アイルランド・イギリスで最初の2頭を生産した後、フランケルとの子を受胎した状態で日本に輸入、ノーザンファームで繁殖生活を送っている。
5番仔ジャスティンミラノが皐月賞を制したことで、国際保護馬名の条件（パートI国のGI馬2頭＋ブラックタイプ競走勝ち馬1頭）をクリア。今後、マーゴットディド（MARGOT DID）の名は全世界のサラブレッドに対して命名が禁止される。

### 繁殖成績
|       | 馬名                                   | 生年   | 性別 | 毛色   | 父               | 馬主                                          | 調教師                                           | 成績                                                          | 出典          |
| ----- | -------------------------------------- | ------ | ---- | ------ | ---------------- | --------------------------------------------- | ------------------------------------------------ | ------------------------------------------------------------- | ------------- |
| 1番仔 | Mission Impassible                     | 2015年 | 牝   | 栗毛   | Galileo          | Al Attiyah, Mohamed Fahad and Haras d'Etreham | 米国・Rodolphe Brisset                           | 愛国産・11戦4勝 サンドリンガム賞（仏G2）優勝                  | [ 14 ] [ 15 ] |
| 2番仔 | *マジックアティテュード Magic Attitude | 2017年 | 牝   | 鹿毛   | Galileo          | Lael Stables                                  | 米国・Arnaud Delacour                            | 英国産・13戦4勝（繁殖） ベルモントオークス（米G1）など重賞3勝 | [ 16 ] [ 17 ] |
| 3番仔 | ピエトラサンタ                         | 2018年 | 牡   | 鹿毛   | Frankel          | 金子真人ホールディングス (株)                 | 栗東・友道康夫 →名古屋・角田輝也 →栗東・友道康夫 | 18戦2勝（抹消）                                               | [ 18 ]        |
| 4番仔 | インザーギ                             | 2019年 | 牡   | 鹿毛   | ハーツクライ     | 吉田和美                                      | 美浦・黒岩陽一                                   | 2戦0勝（抹消）                                                | [ 19 ]        |
| 5番仔 | ジャスティンミラノ                     | 2021年 | 牡   | 黒鹿毛 | キズナ           | 三木正浩                                      | 栗東・友道康夫                                   | 4戦3勝（種牡馬） 皐月賞（GI）、共同通信杯（GIII）優勝         | [ 20 ]        |
| 6番仔 | マーゴットディドの2024                 | 2024年 | 牡   | 鹿毛   | キタサンブラック | 藤田晋                                        |                                                  | デビュー前                                                    | [ 21 ]        |

- 2024年11月15日現在

## 血統表
| マーゴットディドの血統        | マーゴットディドの血統                                                             | マーゴットディドの血統                                                             | （血統表の出典）                                                                   | （血統表の出典） |
| 父系                          | デインヒル系                                                                       | デインヒル系                                                                       | デインヒル系                                                                       |                  |
| 父 Exceed And Excel 鹿毛 2000 | 父の父*デインヒル 鹿毛 1986                                                        | Danzig                                                                             | Northern Dancer                                                                    | Northern Dancer  |
| 父 Exceed And Excel 鹿毛 2000 | 父の父*デインヒル 鹿毛 1986                                                        | Danzig                                                                             | Pas de Nom                                                                         |                  |
| 父 Exceed And Excel 鹿毛 2000 | 父の父*デインヒル 鹿毛 1986                                                        | Razyana                                                                            | His Majesty                                                                        | His Majesty      |
| 父 Exceed And Excel 鹿毛 2000 | 父の父*デインヒル 鹿毛 1986                                                        | Razyana                                                                            | Spring Adieu                                                                       |                  |
| 父 Exceed And Excel 鹿毛 2000 | 父の母Patrona 栗毛 1994                                                            | Lomond                                                                             | Northern Dancer                                                                    | Northern Dancer  |
| 父 Exceed And Excel 鹿毛 2000 | 父の母Patrona 栗毛 1994                                                            | Lomond                                                                             | My Charmer                                                                         |                  |
| 父 Exceed And Excel 鹿毛 2000 | 父の母Patrona 栗毛 1994                                                            | Gladiolus                                                                          | Watch Your Step                                                                    | Watch Your Step  |
| 父 Exceed And Excel 鹿毛 2000 | 父の母Patrona 栗毛 1994                                                            | Gladiolus                                                                          | Back Britches                                                                      |                  |
| 母 Special Dancer 鹿毛 1997   | 母の父Shareef Dancer 鹿毛 1980                                                     | Northern Dancer                                                                    | Nearctic                                                                           | Nearctic         |
| 母 Special Dancer 鹿毛 1997   | 母の父Shareef Dancer 鹿毛 1980                                                     | Northern Dancer                                                                    | Natalma                                                                            |                  |
| 母 Special Dancer 鹿毛 1997   | 母の父Shareef Dancer 鹿毛 1980                                                     | Sweet Alliance                                                                     | Sir Ivor                                                                           | Sir Ivor         |
| 母 Special Dancer 鹿毛 1997   | 母の父Shareef Dancer 鹿毛 1980                                                     | Sweet Alliance                                                                     | Mrs. Peterkin                                                                      |                  |
| 母 Special Dancer 鹿毛 1997   | 母の母Caraniya 黒鹿毛 1986                                                         | Darshaan                                                                           | Shirley Heights                                                                    | Shirley Heights  |
| 母 Special Dancer 鹿毛 1997   | 母の母Caraniya 黒鹿毛 1986                                                         | Darshaan                                                                           | Delsy                                                                              |                  |
| 母 Special Dancer 鹿毛 1997   | 母の母Caraniya 黒鹿毛 1986                                                         | Callianire                                                                         | Sir Gaylord                                                                        | Sir Gaylord      |
| 母 Special Dancer 鹿毛 1997   | 母の母Caraniya 黒鹿毛 1986                                                         | Callianire                                                                         | Passionata                                                                         |                  |
| 母系(F-No.)                   | (FN:13-c)                                                                          | (FN:13-c)                                                                          | (FN:13-c)                                                                          | [ § 2 ]          |
| 5代内の近親交配               | Northern Dancer(CAN)：M3×S4×S4、Natalma(USA)：M4×S5×S5×S5、Sir Gaylord(USA)：M4×M5 | Northern Dancer(CAN)：M3×S4×S4、Natalma(USA)：M4×S5×S5×S5、Sir Gaylord(USA)：M4×M5 | Northern Dancer(CAN)：M3×S4×S4、Natalma(USA)：M4×S5×S5×S5、Sir Gaylord(USA)：M4×M5 | [ § 3 ]          |
| 出典                          | 1. 2. 3.                                                                           | 1. 2. 3.                                                                           | 1. 2. 3.                                                                           | 1. 2. 3.         |

- 近親はフリゼット#トゥールジマ牝系を参照。